# Adam II de Beaumont-Gâtinais
 (novembre 2011).
Si vous disposez d'ouvrages ou d'articles de référence ou si vous connaissez des sites web de qualité traitant du thème abordé ici, merci de compléter l'article en donnant les références utiles à sa vérifiabilité et en les liant à la section « Notes et références ».
Adam II de Beaumont-Gâtinais, (1185 - 1242), est un maréchal d'Angleterre pour le roi de France (1215), membre de la famille Beaumont-Gâtinais.

## Biographie
Adam II est le fils d'Adam Ier de Beaumont-Gâtinais, seigneur de Beaumont-du-Gâtinais et de Dame Alix le Riche d'Athis.
Il est le frère aîné de Jean Ier de Beaumont-Gâtinais, seigneur de Coubron, Villemomble et Clichy-la-Garenne (1190 - 1255).
En 1211, il épouse Dame Isabelle de Mauvoisin d'Aulnay. Ils auront dix enfants  :
- Adam III, seigneur de Beaumont-Gâtinais
- Guillaume, amiral de Sicile
- Pierre, Comte de Montescaglioso et d'Alba, sa fille Marguerite en 1306 épousa le veuf Robert II de Beu comme sa seconde épouse
- Jean
- Dreu, seigneur de Sainte-Geneviève, maréchal de Sicile et vicaire général en Achaïe
- Geoffroy, chanoine de Beauvais et de Laon, évêque de Bayeux
- Robert
- Agnès, mariée à Thomas/Pons de Bruyères
- Marguerite
- Isabelle

Dans sa lutte contre les prétendants au trône d'Angleterre, le futur roi de France Louis VIII, le nomme maréchal d'Angleterre, haute fonction chargée de toutes les questions militaires.
Il meurt en 1242.